# Reboot (serie televisiva)
Reboot è una serie televisiva statunitense creata da Steven Levitan. La serie, composta da 8 episodi, è stata resa disponibile sulla piattaforma streaming Hulu a partire dal 20 settembre 2022.
In Italia è disponibile su Disney+ come Star Original.

## Sinossi
I dirigenti di Hulu decidono di produrre un remake di una sitcom familiare uscita nei primi anni 2000, Step Right Up. Per farlo, richiamano il cast originale a distanza di anni. Il cast dovrà affrontare i propri problemi irrisolti nel mondo di oggi che è in rapido cambiamento.

## Episodi
| Stagione       | Episodi | Pubblicazione USA | Pubblicazione Italia |
| -------------- | ------- | ----------------- | -------------------- |
| Prima stagione | 8       | 2022              | 2022                 |

## Personaggi e interpreti
- Reed Sterling, interpretato da Keegan-Michael Key;
- Clay Barber, interpretato da Johnny Knoxville;
- Hannah Norman, interpretata da Rachel Bloom;
- Zack Jackson, interpretato da Calum Worthy;
- Elaine Kim, interpretata da Krista Marie Yu;
- Bree Marie Jensen, interpretata da Judy Greer;
- Gordon Gelman, interpretato da Paul Reiser.

## Produzione
Il 5 agosto 2021, è stato ordinato l'episodio pilota della serie  da parte della piattaforma streaming Hulu. 
L'11 gennaio 2022, è stata ordinata una prima stagione composta da 8 episodi .
Il 30 gennaio 2023, viene annunciato che Hulu non avrebbe rinnovato la serie per una seconda stagione e che i creatori erano alla ricerca di un nuovo distributore. L'8 febbraio successivo, a seguito del mancato interesse da parte di altre piattaforme, la serie viene ufficialmente cancellata.

## Distribuzione
Reboot ha debuttato il 20 settembre 2022 negli Stati Uniti sulla piattaforma streaming Hulu con i primi tre episodi. In Italia la serie è stata resa disponibile in blocco su Disney+ come Star Original a partire dal 2 novembre 2022. 